# Friedrich Dieterici
Friedrich Heinrich Dieterici (Berlino, 6 luglio 1821 – Berlino, 18 agosto 1903) è stato uno storico e orientalista tedesco.

## Biografia
Studiò presso le università di Halle e Berlino, fece un viaggio per l'Oriente e nel 1850 fu nominato professore associato di letteratura araba presso l'Università di Berlino.
Fu molto stimato per le sue ricerche in lingua araba. 
Le opere pubblicate:
- Ibn 'Akîl's Commentar zur Alfijja des Ibn Mâlik, (1852).
- Mutanabbii Carmina cum commentario Wahidii, (1861).
- Die Logik und Psychologie der Araber im zehnten Jarhhundert nach Christus, (1868).
- Die philosophie der Araber im X. jahrhundert nach Christus, (1876).
- Die Abhandlungen der Ichwân Es-Safâ in Auswahl (1886).[2]

Dai suoi studi linguistici, pubblica Chrestomathie Ottoman (1854) e Arabisch-Deutsches Handwörterbuch zum Koran und Thier und Mensch vor dem König der Genie (1894).
Negli anni successivi, si concentrò nel campo della filosofia araba, traducendo le opere filosofiche e psicologiche di Al-Farabi in tedesco. Fece anche dei trattati sul Ikhwan as-Safa (società filosofica segreta del X secolo) (1883-86). Nel 1882 pubblica Die sogenannte Theologie des Aristoteles: aus arabischen Handschriften ("la cosiddetta teologia di Aristotele dai manoscritti arabi").